# Ricky van Wolfswinkel
Ricky van Wolfswinkel (Woudenberg, 27 januari 1989) is een Nederlands betaald voetballer die doorgaans centraal in de aanval speelt. Van Wolfswinkel debuteerde in augustus 2010 in het Nederlands voetbalelftal. In juli 2021 tekende de spits bij FC Twente.

## Carrière

### Vitesse
Van Wolfswinkel begon met voetballen in de jeugd bij VV Woudenberg. In 1999 maakte hij de overstap naar de jeugdopleiding van Vitesse. Daarnaast speelde hij verschillende duels in vertegenwoordigende Nederlandse jeugdelftallen. Bij Vitesse werd hij in zijn eerste jaar topscorer van de eerste divisie voor A-junioren. Hiervoor kreeg hij in 2007 een prijs uitgereikt van Wesley Sneijder. Na diverse jeugdelftallen doorlopen te hebben, maakte Van Wolfswinkel op 5 april 2008 zijn debuut in het eerste elftal, als invaller voor Santi Kolk in een thuiswedstrijd tegen Sparta Rotterdam.
Onder nieuwe hoofdtrainer Hans Westerhof kreeg hij in het begin van het seizoen 2008/2009 een basisplaats in Vitesse 1. Hij maakte op 20 september 2008 zijn eerste doelpunt in het betaald voetbal. In een thuisduel van Vitesse met Sparta, was hij in de 50e minuut verantwoordelijk voor de 1–0. Uiteindelijk werd hij clubtopscorer met acht goals. Er kwam steeds meer belangstelling voor hem en was uiteindelijk door financiële redenen niet meer te houden.

### FC Utrecht

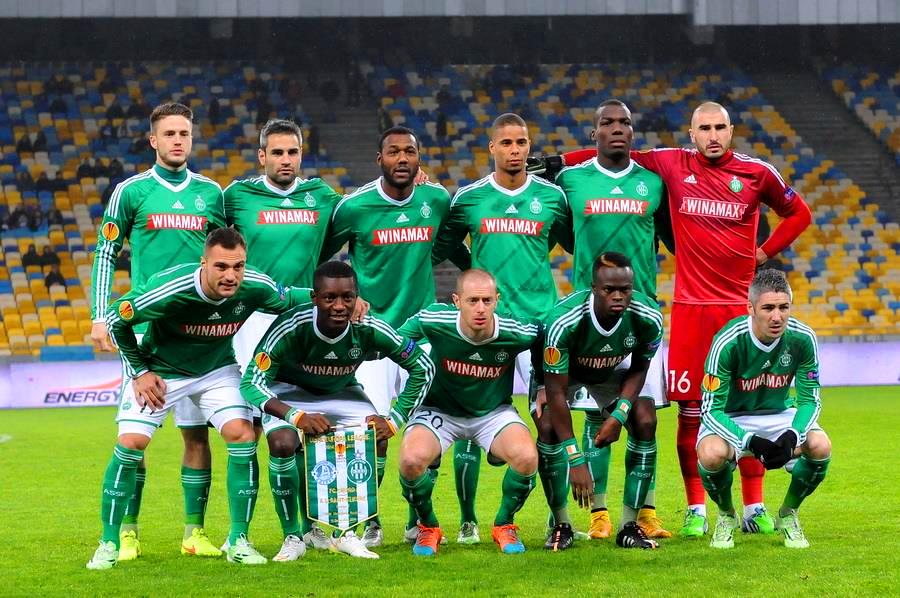
Ricky van Wolfwinkel als speler van Saint-Etienne.

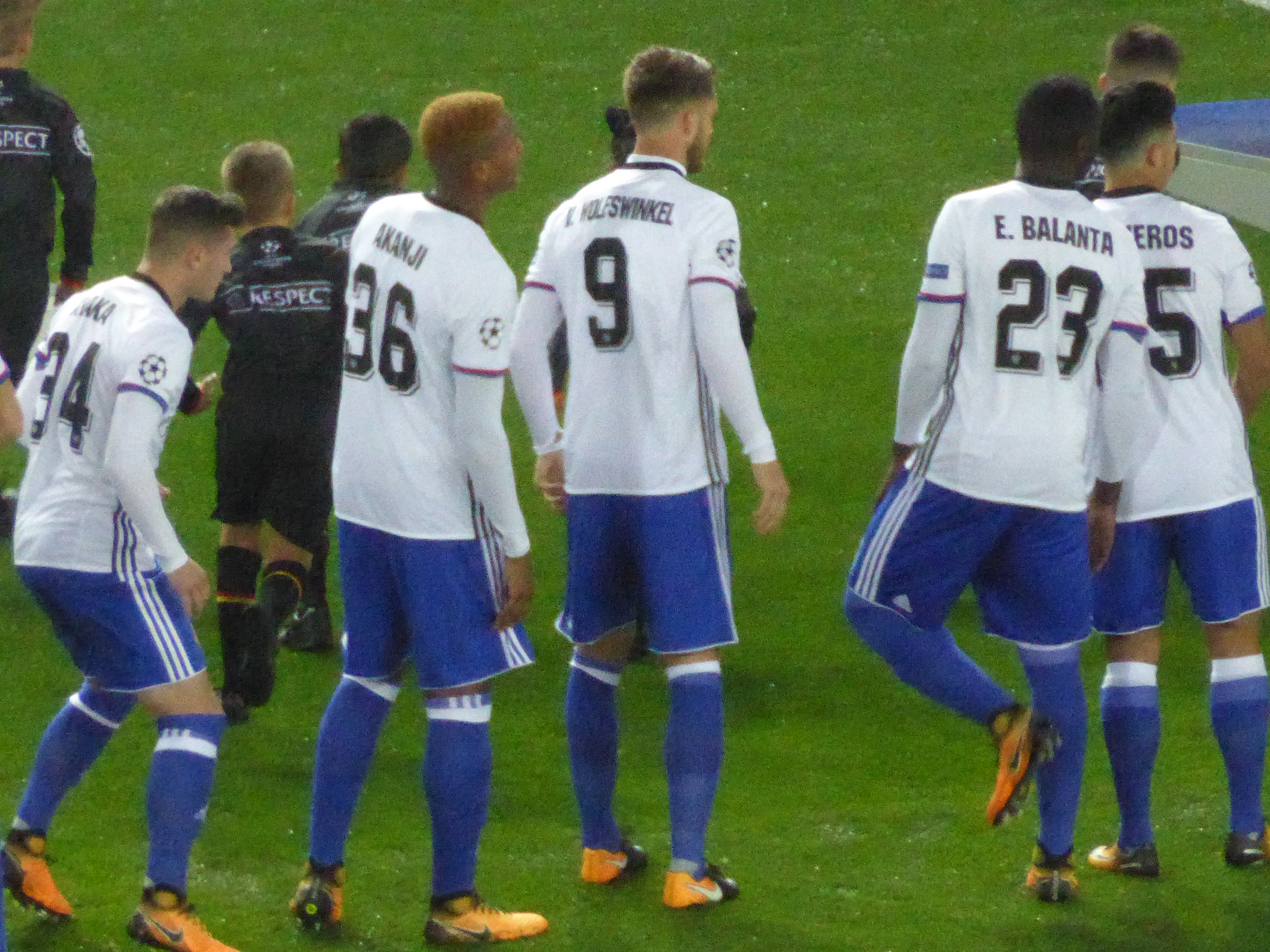
Ricky van Wolfwinkel als speler van FC Basel.

Vanaf het seizoen 2009/2010 kwam hij uit voor FC Utrecht. In zijn eerste competitiewedstrijd voor de club tegen RKC Waalwijk scoorde hij na drie minuten zijn eerste goal, wat ook de winnende bleek. Later in het seizoen belandde hij af en toe op de bank, maar aan het eind van het seizoen vocht hij zich terug in de basis. Met vier goals in de Play-offs om Europees voetbal, zorgde hij er mede voor dat Utrecht het volgende seizoen mocht deelnemen aan de voorrondes van de Europa League. In zijn tweede jaar kroonde Van Wolfswinkel zichzelf tot FC Utrechts topscorer aller tijden in Europa. Hij scoorde onder meer drie keer in een 4-0 overwinning tegen Celtic.

### Sporting Portugal
Met ingang van het seizoen 2011/2012 kwam Van Wolfswinkel uit voor Sporting Lissabon. Naar verluidt betaalde de Portugese club een bedrag van 5,4 miljoen euro voor hem aan FC Utrecht. In Lissabon trof de aanvaller zijn landgenoten Stijn Schaars en Khalid Boulahrouz als ploeggenoten aan. Van Wolfswinkel werd met Sporting achtereenvolgens vierde en zevende in de Primeira Liga en haalde in het seizoen 2011/2012 de finale van de Beker van Portugal met de club. In totaal speelde hij 55 competitiewedstrijden, waarin hij 28 keer scoorde.

### Norwich City (AS Saint-Etienne & Real Betis)
In maart 2013 werd bekend dat Van Wolfswinkel in het seizoen 2013/2014 voor Norwich City ging spelen, mits deze club niet degradeerde uit de Premier League. Norwich eindigde het seizoen op de elfde plaats, waarmee de transfer definitief werd.
In het seizoen 2013/2014 degradeerde Van Wolfswinkel met Norwich City naar de Championship. De Engelse club verhuurde hem gedurende het seizoen 2014/15 vervolgens aan AS Saint-Etienne. Daarvoor speelde hij dat jaar 28 wedstrijden in de Ligue 1, waarin hij met zijn ploeggenoten als vijfde eindigde. Norwich promoveerde op datzelfde moment terug naar de Premier League. Niettemin verhuurde het Van Wolfswinkel in augustus 2015 opnieuw. Ditmaal ging hij voor een jaar naar Real Betis, dat in het voorgaande jaar promoveerde naar de Primera División.

### Terug naar Vitesse
In juli 2016 keerde Van Wolfswinkel terug bij Vitesse. Hij tekende een contract voor drie jaar. Van Wolfswinkel vierde zijn officieuze rentree op 30 juli 2016, in een oefenwedstrijd tegen Newcastle United (3-2) in het St. James' Park. Zeven jaar na zijn laatste optreden voor de club uit Arnhem kwam hij weer binnen de lijnen, na rust als vervanger van Yuning Zhang.
In zijn eerste competitiewedstrijd voor Vitesse, op 6 augustus 2016, maakte Van Wolfswinkel het eerste doelpunt, tegen Willem II (0-3). Hij scoorde 20 keer in 28 competitieduels, waarmee hij één doelpunt achterbleef op topschutter Nicolai Jørgensen. Daarnaast scoorde Van Wolfswinkel twee keer in de gewonnen bekerfinale tegen AZ (2-0) op zondag 30 april 2017. Daardoor won Vitesse voor het eerst in 125 jaar een grote prijs. Na het seizoen 2016/2017 werd hij door de supporters verkozen tot Vitesse-speler van het jaar. De sportredactie van Omroep Gelderland riep Van Wolfswinkel uit tot Gelders voetballer van het jaar.

### FC Basel
Van Wolfswinkel gaf aan het eind van het voetbalseizoen 2016/2017 aan graag bij Vitesse te blijven. Toch vertrok hij weer na één seizoen uit Arnhem en ondertekende een driejarig contract bij de Zwitserse topclub FC Basel.
Hij maakte op 22 juli 2017 zijn debuut in het eerste elftal van Basel, tegen BSC Young Boys (0-2). In zijn eerste seizoen kwam Van Wolfswinkel tot 12 goals in 26 wedstrijden, maar moest na de winterstop een lange periode toekijken met een gebroken middenvoetsbeentje. Op 17 december 2017 maakte hij zijn rentree in de uitwedstrijd tegen Grasshopper (0-2).
In augustus 2018 speelde hij in de derde kwalificatieronde van de Europa League tegen Vitesse. In de GelreDome werd de uitwedstrijd met 0-1 gewonnen. Uitgerekend Van Wolfswinkel maakte in de blessuretijd de winnende goal voor Basel. Een week later won Basel opnieuw met 1–0 van Vitesse. In de volgende ronde werd Basel uitgeschakeld door Apollon Limasol. Basel eindigde het seizoen 2018/2019 weliswaar achter de koploper, maar wist wel de Zwitserse beker te winnen. Van Wolfswinkel viel in de blessuretijd pas in voor Fabian Frei. In totaal speelde Van Wolfswinkel dat seizoen 42 wedstrijden en maakte 17 goals.
In juli 2019 wist Basel zich te plaatsen voor de derde voorronde van de Champions League. De ploeg van trainer Marcel Koller won de return van het tweeluik met PSV met 2-1. Nota bene Van Wolfswinkel scoorde de winnende goal voor de Zwitsers. In de heenwedstrijd van de derde voorronde liep hij tegen LASK Linz (1-2 nederlaag) een hersenschudding op. Bij onderzoek in het ziekenhuis bleek dat hij een aneurysma in zijn hoofd had. Hierdoor was de spits een half jaar tot een jaar niet inzetbaar. Op 8 februari 2020 maakte hij zijn rentree in de wedstrijd tegen FC Zürich, waarin hij tien minuten voor tijd mocht invallen. Op 7 september 2020 verlengde Van Wolfswinkel zijn contract bij Basel met een jaar tot medio 2022.

## Clubstatistieken
| Seizoen     | Club              | Competitie       | Competitie | Competitie | Beker | Beker | Internationaal | Internationaal | Totaal | Totaal |
| Seizoen     | Club              | Competitie       | Wed.       | Dlp.       | Wed.  | Dlp.  | Wed.           | Dlp.           | Wed.   | Dlp.   |
| ----------- | ----------------- | ---------------- | ---------- | ---------- | ----- | ----- | -------------- | -------------- | ------ | ------ |
| 2007/08     | Vitesse           | Eredivisie       | 1          | 0          | 0     | 0     | —              | —              | 1      | 0      |
| 2008/09     | Vitesse           | Eredivisie       | 32         | 8          | 2     | 0     | —              | —              | 34     | 8      |
| 2009/10     | FC Utrecht        | Eredivisie       | 35         | 11         | 1     | 1     | —              | —              | 36     | 12     |
| 2010/11     | FC Utrecht        | Eredivisie       | 29         | 15         | 3     | 0     | 12             | 8              | 44     | 23     |
| 2011/12     | Sporting Lissabon | Primeira Liga    | 25         | 14         | 9     | 5     | 13             | 6              | 47     | 25     |
| 2012/13     | Sporting Lissabon | Primeira Liga    | 30         | 14         | 4     | 3     | 7              | 3              | 41     | 20     |
| 2013/14     | Norwich City      | Premier League   | 25         | 1          | 2     | 0     | —              | —              | 27     | 1      |
| 2014/15     | → Saint-Etienne   | Ligue 1          | 28         | 5          | 6     | 3     | 6              | 1              | 40     | 9      |
| 2015/16     | Norwich City      | Premier League   | 0          | 0          | 1     | 1     | —              | —              | 1      | 1      |
| 2015/16     | → Real Betis      | Primera División | 16         | 1          | 3     | 2     | —              | —              | 19     | 3      |
| 2016/17     | Vitesse           | Eredivisie       | 32         | 20         | 5     | 3     | —              | —              | 37     | 23     |
| 2017/18     | FC Basel          | Super League     | 21         | 11         | 2     | 0     | 3              | 1              | 26     | 12     |
| 2018/19     | FC Basel          | Super League     | 32         | 13         | 5     | 1     | 5              | 3              | 42     | 17     |
| 2019/20     | FC Basel          | Super League     | 10         | 2          | 3     | 2     | 5              | 2              | 18     | 6      |
| 2020/21     | FC Basel          | Super League     | 25         | 2          | 1     | 0     | 3              | 0              | 29     | 2      |
| 2021/22     | FC Twente         | Eredivisie       | 32         | 16         | 3     | 1     | —              | —              | 35     | 17     |
| 2022/23     | FC Twente         | Eredivisie       | 38         | 9          | 2     | 0     | 4              | 0              | 44     | 9      |
| 2023/24     | FC Twente         | Eredivisie       | 32         | 16         | 1     | 0     | 6              | 0              | 39     | 16     |
| 2024/25     | FC Twente         | Eredivisie       | 26         | 7          | 2     | 1     | 13             | 2              | 41     | 10     |
| Club Totaal | Club Totaal       | Club Totaal      | 128        | 48         | 8     | 2     | 23             | 2              | 159    | 52     |
| TOTAAL      | TOTAAL            | TOTAAL           | 469        | 165        | 55    | 23    | 77             | 26             | 601    | 214    |

Bijgewerkt op 4 mei 2025. 

## Interlandcarrière
Van Wolfswinkel debuteerde op 11 augustus 2010 in het Nederlands voetbalelftal in een oefeninterland tegen Oekraïne. Bondscoach Bert van Marwijk gunde 22 van de 23 spelers van de selectie voor het wereldkampioenschap voetbal 2010 rust en selecteerde in plaats daarvan zeventien anderen, onder wie Van Wolfswinkel. Louis van Gaal nam hem in augustus 2013 op in de voorselectie van het Nederlands elftal voor een oefeninterland op 14 augustus tegen Portugal, maar hij behoorde niet tot de uiteindelijke 22-koppige selectie. Wel ging hij in juni mee naar Azië om te oefenen tegen Indonesië en China. Hij speelde mee in de met 0–3 gewonnen wedstrijd tegen Indonesië. Na rust verving hij Wesley Sneijder.
| Interlands van Ricky van Wolfswinkel voor Nederland | Interlands van Ricky van Wolfswinkel voor Nederland | Interlands van Ricky van Wolfswinkel voor Nederland | Interlands van Ricky van Wolfswinkel voor Nederland | Interlands van Ricky van Wolfswinkel voor Nederland | Interlands van Ricky van Wolfswinkel voor Nederland |
| No.                                                 | Datum                                               | Wedstrijd                                           | Uitslag                                             | Competitie                                          | Goals                                               |
| Als speler bij FC Utrecht                           | Als speler bij FC Utrecht                           | Als speler bij FC Utrecht                           | Als speler bij FC Utrecht                           | Als speler bij FC Utrecht                           | Als speler bij FC Utrecht                           |
| --------------------------------------------------- | --------------------------------------------------- | --------------------------------------------------- | --------------------------------------------------- | --------------------------------------------------- | --------------------------------------------------- |
| 1                                                   | 11 augustus 2010                                    | Oekraïne - Nederland                                | 1 – 1                                               | Vriendschappelijk                                   | 0                                                   |
| Als speler bij Sporting Lissabon                    |                                                     |                                                     |                                                     |                                                     |                                                     |
| 2                                                   | 7 juni 2013                                         | Indonesië - Nederland                               | 0 – 3                                               | Vriendschappelijk                                   | 0                                                   |

## Erelijst
Als speler
| Competitie    |         |         |         |         |
| Competitie    | Aantal  | Jaren   |         |         |
| Vitesse       | Vitesse | Vitesse | Vitesse | Vitesse |
| ------------- | ------- | ------- | ------- | ------- |
| KNVB beker    | 1x      | 2016/17 |         |         |
| FC Basel      |         |         |         |         |
| Schweizer Cup | 1x      | 2018/19 |         |         |

### Persoonlijk
- Topscorer van de landelijke eerste divisies A-Junioren 2007
- Vitesse-topscorer 2008/2009
- Vitesse-topscorer 2016/2017
- Vitesse-speler van het jaar 2016/2017
- Gelders voetballer van het jaar 2016/2017

## Varia
- Van Wolfswinkel heeft een relatie met de dochter van Johan Neeskens, door wie hij werd geselecteerd voor het Nederlands B-voetbalelftal. Samen hebben zij een zoon.
- Van Wolfswinkel is een neef van oud-FC Utrecht-spits Erik Willaarts. Zijn moeder en Willaarts' vader zijn zus en broer.
- Aan Van Wolfswinkel is de 'Haan van het jaar' 2017 toegekend, een jaarlijkse prijs voor degene die zich het beste heeft ingespannen voor het dorp Woudenberg.[10]